# Gustaf von Numers

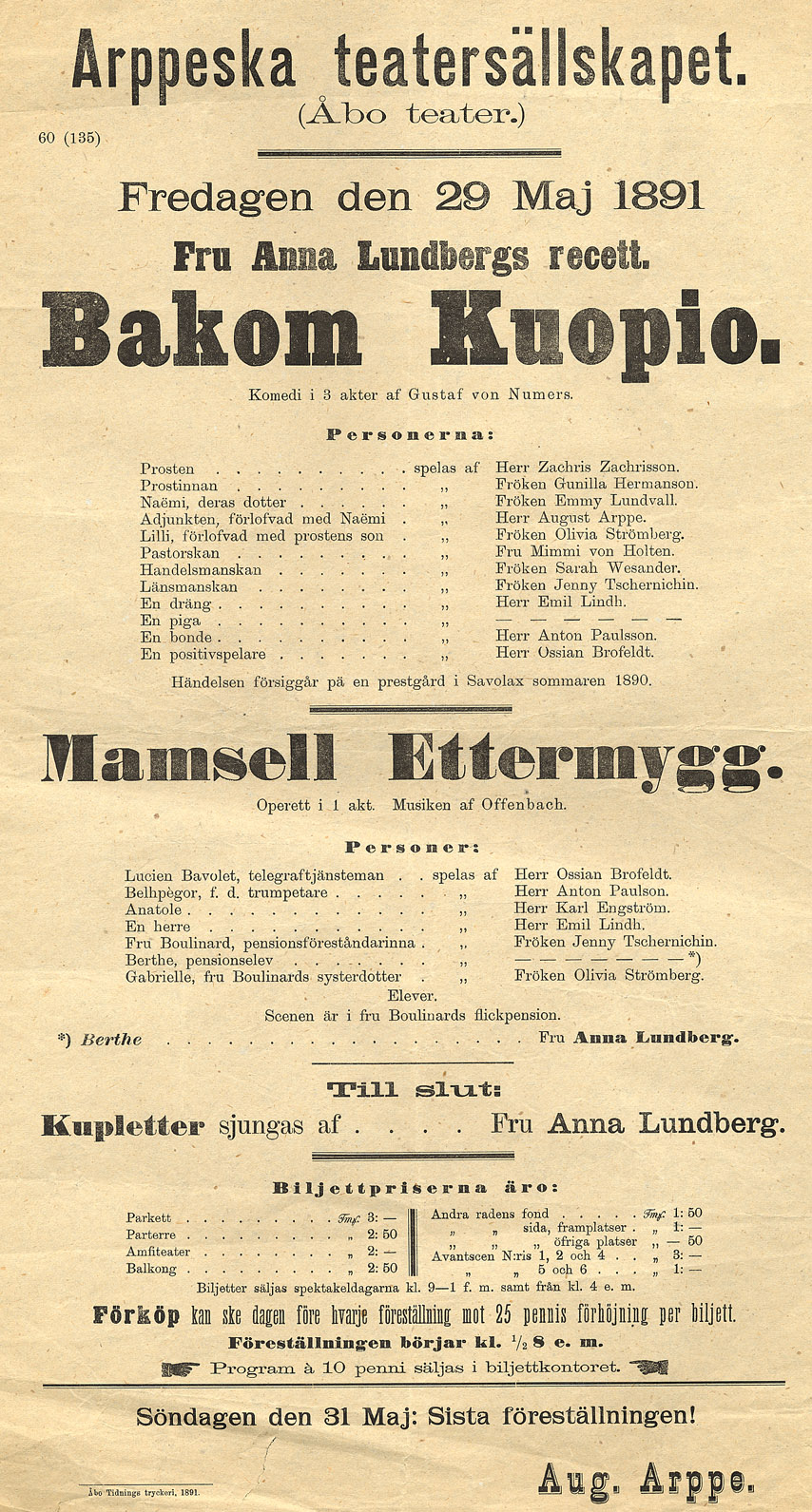
Affisch för pjäsen Bakom Kuopio på Åbo teater 1891.

Gustaf Adolf von Numers 21 mars 1848 i Maxmo, död 6 februari 1913 i Kannus, var en finlandssvensk författare och stationsinspektor.

## Biografi
Föräldrar var lantbrukaren Lorentz August von Numers och Johanna Gustava Malin. Numers blev student i Helsingfors 1869. Han arbetade han från 1884 som stationsinspektor i Bennäs och i samma befattning i Kannus 1908-1913.
Numers lärde känna teatermannen Kaarlo Bergbom 1887. Bergbom fick läsa några av Numers pjäser och han lät uppföra flera av dem på Finska teatern i Helsingfors, bland annat debutstycket Erik Puke 1888. Numers skrev på svenska men framförandena skedde först på finska. 